# Old Place of Monreith

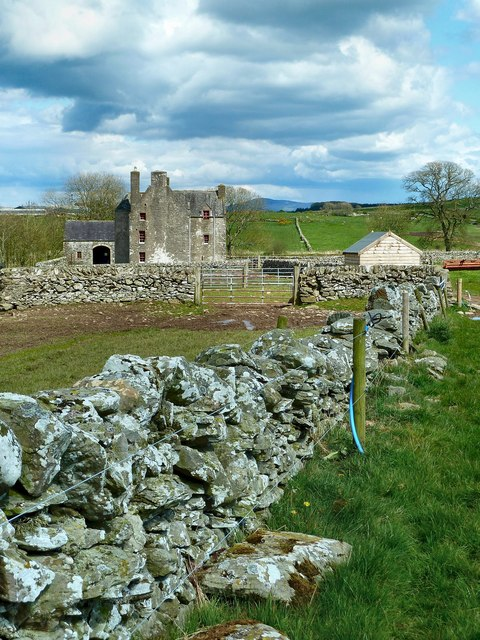
Old Place of Monreith

Old Place of Monreith, auch Dowies House, ist ein Tower House nahe der schottischen Ortschaft Port William in der Council Area Dumfries and Galloway. 1972 wurde das Bauwerk in die schottischen Denkmallisten in der höchsten Denkmalkategorie A aufgenommen.

## Geschichte
Der Wehrturm wurde im frühen 17. Jahrhundert erbaut, vermutlich um 1600. Er gehörte zu den Besitztümern des Clans Maxwell und war zeitweise Sitz der Maxwell-Baronets von Monreith, die in den 1790er Jahren das Herrenhaus Monreith House erbauen ließen. Nachdem William Maxwell 1683 Myrton Castle erworben hatte, wurde der Stammsitz dorthin verlegt. Spätestens zu Beginn des 19. Jahrhunderts stürzte das Dach des unbewohnten Wehrturms ein. Bis zum Ende des Jahrhunderts wurde das Tower House instand gesetzt, wobei jedoch verschiedene architektonische Details verloren gingen. 1983 wurde das Gebäude restauriert.

## Beschreibung
Old Place of Monreith liegt isoliert rund vier Kilometer östlich von Port William. Das dreistöckige Bauwerk besteht aus einem länglichen Gebäude, von dem an beiden Seiten Flügel abgehen, und besitzt damit einen für ein Tower House ungewöhnlichen Grundriss. Ursprünglich wies es jedoch einen L-förmigen Grundriss auf, der im Laufe der Jahrhunderte erweitert wurde. Zu den Details, die im Zuge der Renovierung im 19. Jahrhundert weitgehend verloren gingen, zählt das Eingangsportal im Gebäudeinnenwinkel ebenso wie Teile der abschließenden Bewehrung. Das Bruchsteinmauerwerk wurde mit Harl verputzt, wodurch viele Details heute nicht mehr sichtbar sind. Türen und Fenster sind durchgehend neueren Datums.